# Charles Hamilton
Lord Charles Powell Hamilton (26 dicembre 1747 – Fir Hill, 12 marzo 1825) è stato un ammiraglio scozzese.

## Biografia
Era l'ultimogenito di Lord Anne Hamilton e di sua moglie Anne Mary Charlotte Powell. Suo padre era figlio di James Hamilton, IV duca di Hamilton.

## Carriera militare
Si arruolò nella Marina e combatté durante la guerra d'indipendenza americana. Raggiunse il grado di capitano, il 18 maggio 1779, e per la fine della guerra era al comando della fregata HMS Glory.
Con lo scoppio delle guerre rivoluzionarie francesi, nel 1793, gli venne assegnato il comando del HMS Canada. Poco dopo il ritorno in Inghilterra è stato trasferito al HMS Prince. Venne promosso contrammiraglio il 20 febbraio 1797, viceammiraglio il 1º gennaio 1801 e ammiraglio il 28 aprile 1808.

## Matrimonio
Sposò, nel maggio 1777, Lucrezia Prosser (1754-1825), figlia di George Augustus Prosser e di Lucrezia Timewell. Ebbero tre figli:
- Hamilton Charles James Hamilton (29 luglio 1779-15 dicembre 1856);
- Augustus Hamilton (22 maggio 1781-27 agosto 1849);
- Lucrezia Susanna Charlotte Douglas-Hamilton (31 luglio 1783-24 gennaio 1848), sposò il capitano Stephen Briggs, non ebbero figli.

## Morte
Morì a Fir Hill, nei pressi di Droxford, nel Hampshire, il 12 marzo 1825, all'età di 77 anni.

## Ascendenza
|                                     |             |                                         | Genitori                                |  |  | Nonni |  |  | Bisnonni                            |  |  | Trisnonni                              |  |
|                                     |             |                                         |                                         |  |  |       |  |  | William Douglas, I conte di Selkirk |  |  | William Douglas, I marchese di Douglas |  |
|                                     |             |                                         |                                         |  |  |       |  |  | William Douglas, I conte di Selkirk |  |  | William Douglas, I marchese di Douglas |  |
|                                     |             | lady Mary Gordon                        |                                         |  |  |       |  |  | William Douglas, I conte di Selkirk |  |  |                                        |  |
| James Hamilton, IV duca di Hamilton |             |                                         |                                         |  |  |       |  |  | William Douglas, I conte di Selkirk |  |  |                                        |  |
|                                     |             | Anne Hamilton, III duchessa di Hamilton | James Hamilton, I duca di Hamilton      |  |  |       |  |  |                                     |  |  |                                        |  |
|                                     |             | Anne Hamilton, III duchessa di Hamilton | James Hamilton, I duca di Hamilton      |  |  |       |  |  |                                     |  |  |                                        |  |
|                                     |             | Anne Hamilton, III duchessa di Hamilton | lady Margaret Feilding                  |  |  |       |  |  |                                     |  |  |                                        |  |
| lord Anne Hamilton                  |             | Anne Hamilton, III duchessa di Hamilton |                                         |  |  |       |  |  |                                     |  |  |                                        |  |
|                                     |             | Digby Gerard, V barone Gerard           | Charles Gerard, IV barone Gerard        |  |  |       |  |  |                                     |  |  |                                        |  |
|                                     |             | Digby Gerard, V barone Gerard           | Charles Gerard, IV barone Gerard        |  |  |       |  |  |                                     |  |  |                                        |  |
|                                     |             | Digby Gerard, V barone Gerard           | Jane Digby                              |  |  |       |  |  |                                     |  |  |                                        |  |
| hon. Elizabeth Gerard               |             | Digby Gerard, V barone Gerard           |                                         |  |  |       |  |  |                                     |  |  |                                        |  |
|                                     |             | lady Elizabeth Gerard                   | Charles Gerard, I conte di Macclesfield |  |  |       |  |  |                                     |  |  |                                        |  |
|                                     |             | lady Elizabeth Gerard                   | Charles Gerard, I conte di Macclesfield |  |  |       |  |  |                                     |  |  |                                        |  |
|                                     |             | lady Elizabeth Gerard                   | Jeanne de Civelle                       |  |  |       |  |  |                                     |  |  |                                        |  |
| hon. Charles Hamilton               |             | lady Elizabeth Gerard                   |                                         |  |  |       |  |  |                                     |  |  |                                        |  |
|                                     | John Powell | Charles Powell                          |                                         |  |  |       |  |  |                                     |  |  |                                        |  |
|                                     | John Powell | Charles Powell                          |                                         |  |  |       |  |  |                                     |  |  |                                        |  |
|                                     | John Powell | Jane Powell                             |                                         |  |  |       |  |  |                                     |  |  |                                        |  |
| Charles Powell                      | John Powell |                                         |                                         |  |  |       |  |  |                                     |  |  |                                        |  |
|                                     |             | Magdalenae Vaughan                      | Edward Vaughan                          |  |  |       |  |  |                                     |  |  |                                        |  |
|                                     |             | Magdalenae Vaughan                      | Edward Vaughan                          |  |  |       |  |  |                                     |  |  |                                        |  |
|                                     |             | Magdalenae Vaughan                      | Judith White                            |  |  |       |  |  |                                     |  |  |                                        |  |
| Anne Mary Charlotte Powell          |             | Magdalenae Vaughan                      |                                         |  |  |       |  |  |                                     |  |  |                                        |  |
|                                     |             | sir Thomas Powell, I baronetto          | sir John Powell                         |  |  |       |  |  |                                     |  |  |                                        |  |
|                                     |             | sir Thomas Powell, I baronetto          | sir John Powell                         |  |  |       |  |  |                                     |  |  |                                        |  |
|                                     |             | sir Thomas Powell, I baronetto          | …                                       |  |  |       |  |  |                                     |  |  |                                        |  |
| Mary Powell                         |             | sir Thomas Powell, I baronetto          |                                         |  |  |       |  |  |                                     |  |  |                                        |  |
|                                     |             | Judith Herbert                          | sir James Herbert                       |  |  |       |  |  |                                     |  |  |                                        |  |
|                                     |             | Judith Herbert                          | sir James Herbert                       |  |  |       |  |  |                                     |  |  |                                        |  |
|                                     |             | Judith Herbert                          | Judith Mouse                            |  |  |       |  |  |                                     |  |  |                                        |  |
|                                     |             | Judith Herbert                          |                                         |  |  |       |  |  |                                     |  |  |                                        |  |